# Christos Tampaxis
Christos Tampaxis (26 de junio de 1977) es un deportista griego que compitió en natación adaptada. Ganó cinco medallas en los Juegos Paralímpicos de Verano entre los años 2004 y 2012.

## Palmarés internacional
| Juegos Paralímpicos | Juegos Paralímpicos   | Juegos Paralímpicos | Juegos Paralímpicos |
| Año                 | Lugar                 | Medalla             | Prueba              |
| ------------------- | --------------------- | ------------------- | ------------------- |
| 2004                | Atenas (Grecia)       | Medalla de oro      | 50 m espalda S1     |
| 2004                | Atenas (Grecia)       | Medalla de plata    | 50 m libre S1       |
| 2004                | Atenas (Grecia)       | Medalla de plata    | 100 m libre S1      |
| 2008                | Pekín (China)         | Medalla de oro      | 50 m espalda S1     |
| 2012                | Londres (Reino Unido) | Medalla de plata    | 50 m espalda S1     |